# Пі Джей Пеше
П. Дж. Пеше (англ. P. J. Pesce) — американський режисер та письменник. Він також є співавтором мультфільму MTV «Пригоди Чіко і Гуапо», а також голосом актора Гуапо та пана Анджело.